# Pygopristis denticulatus
A piranha-mapará (Pygopristis denticulatus) é uma espécie de piranha da Amazônia que possui corpo alto e ovalado. Os dentes do maxilar superior de tais animais, normalmente, são simétricos.